# Conyers Herring
Conyers Herring (15. listopadu 1914 Scotia, New York – 23. července 2009 Palo Alto, Kalifornie) byl americký fyzik a nositel Wolfovy ceny za fyziku pro rok 1984/5. Působil jako profesor aplikované fyziky na Stanfordově univerzitě.
Jeho vědecký přínos spadá především do oblasti fyziky pevných látek. Rovněž se zabýval také otázkami vztahu vědy a náboženství.